# Uragano (torpediniera)
L’Uragano è stata una torpediniera di scorta della Regia Marina.

## Storia
Moderna unità della classe Ciclone, concepita appositamente per scortare convogli lungo le insidiate rotte per il Nordafrica, la nave entrò in servizio nell'autunno del 1942 e svolse un servizio intenso ma molto breve nelle acque del canale di Sicilia.
Tra la fine del 1942 e l'inizio del 1943 la torpediniera effettuò complessivamente 22 missioni di guerra, perlopiù sulle rotte per la Libia e la Tunisia.
Durante tali missioni l’Uragano ebbe più volte occasione di difendere i mercantili dagli attacchi aerei, ottenendo almeno un abbattimento.

La nave nel 1942

Il 4 novembre 1942 scortò indenne a Tripoli (insieme ai cacciatorpediniere Freccia, Folgore ed Hermes, quest'ultimo tedesco, ed alla torpediniera Ardito), nonostante ripetuti attacchi aerei britannici, un convoglio composto dalla nave cisterna Portofino e dai trasporti Col di Lana ed Anna Maria Gualdi.
Il 23 novembre dello stesso anno, durante una missione nel Tirreno meridionale, cercò infruttuosamente di speronare un sommergibile avversario.
Alle 17.10 del 1º dicembre l’Uragano fu inviata a rafforzare la scorta del convoglio «B» (da Napoli alla Tunisia con i piroscafi Arlesiana, Achille Lauro, Campania, Menes e Lisboa e la scorta originaria delle torpediniere Sirio, Orione, Groppo e Pallade cui si aggiunse poi anche la X Squadriglia cacciatorpediniere – Maestrale, Grecale ed Ascari –), che fu comunque fatto rientrare alla notizia dell'uscita in mare della Forza Q britannica (incrociatori leggeri Aurora, Sirius ed Argonaut, cacciatorpediniere canadesi Quiberon e Quentin), che poi, nella notte del 2 dicembre, intercettò e distrusse il convoglio «H», che invece era stato fatto proseguire.
Il 15 gennaio 1943 l'Uragano e le torpediniere Groppo e Clio stavano scortando il piroscafo Emma, quando questi fu silurato dal sommergibile britannico Splendid ed affondò nel punto 40°25' N e 13°56' E. 
Alle 5.30 del 3 febbraio 1943 l’Uragano, al comando del capitano di corvetta Luigi Zamboni, lasciò Biserta per Napoli di scorta, insieme al cacciatorpediniere Saetta ed alle torpediniere Sirio, Monsone e Clio, alla grossa nave cisterna Thorsheimer in navigazione di rientro in Italia. La navigazione era ostacolata da foschia, mare forza 5 e vento di Maestrale forza 6, che provocavano rollio e scarrocciamento e rendevano difficoltoso il calcolo della posizione e l'uso di scandaglio ed ecogoniometro. Alle 9.38 di quello stesso giorno l’Uragano urtò una mina (posata dal posamine britannico Abdiel), che le asportò la poppa, e rimase immobilizzata. Alle 9.40 Clio e Saetta si avvicinarono per fornire soccorso, ma otto minuti più tardi quest'ultimo urtò una mina ed affondò spezzato in due in meno di un minuto, trascinando nella sua fine 170 uomini. Anche il tentativo di soccorso del Clio a mezzo imbarcazioni di bordo, avvenuto alle 9.51, risultò infruttuoso, ed alle 10 il resto del convoglio ricevette l'ordine di proseguire (tutte le navi rimanenti giunsero a Napoli alle 12.50). L'ultimo messaggio dell’Uragano fu ricevuto alle 13.33, poi la nave, irrimediabilmente danneggiata, s'inabissò nel punto 37°35' N e 10°37' E, portando con sé il comandante Zamboni e quasi tutti gli ufficiali, che avevano deciso di restare a bordo.
Solo nella serata del 4 febbraio alcune unità partite da Biserta poterono soccorrere i naufraghi dell’Uragano: dell'equipaggio della torpediniera si erano salvati solo 15 uomini, a bordo di tre zatterini. Risultarono morti o dispersi in mare 114 membri dell'equipaggio dell'unità, in gran parte scomparsi in mare prima dell'arrivo dei soccorsi.
Nel naufragio, nella zattera si salvò un marinaio, Mario Raglianti, nato a Livorno.
Alla memoria del comandante Zamboni fu conferita la Medaglia d'oro al valor militare.

Comandanti
- Capitano di corvetta Luigi Zamboni (nato a Bologna il 14 luglio 1909) (+) (settembre 1942 - 3 febbraio 1943)